# Lamme Goedzak
 (juin 2023).
Si vous disposez d'ouvrages ou d'articles de référence ou si vous connaissez des sites web de qualité traitant du thème abordé ici, merci de compléter l'article en donnant les références utiles à sa vérifiabilité et en les liant à la section « Notes et références ».
Lamme Goedzak est un personnage du roman de Charles De Coster La Légende d'Ulenspiegel (1867). Il est le meilleur ami de Thyl Ulenspiegel. Tandis qu'Ulenspiegel lui-même est issu du folklore hollandais-germano-flamand, Lamme Goedzak est le pur fruit de l'imagination de Charles De Coster. Malgré cela, il est devenu depuis l'un des personnages les plus reconnaissables du folklore flamand.
Camille Huysmans, dans son commentaire sur De Coster, considérait Lamme Goedzak comme calqué sur Sancho Panza, fidèle compagnon de Don Quichotte dans le roman de Miguel de Cervantes.

## Personnage
Le nom de Lamme Goedzak se traduit littéralement par « brave homme paresseux », ce qui fait déjà allusion à sa personnalité. Lamme est un homme joyeux, de bonne humeur, bien qu'un peu naïf. Il fonctionne comme un acolyte d'Ulenspiegel, avec qui il partage son talent pour tromper les autres, en particulier les ecclésiastiques et les envahisseurs espagnols. Bien que parfois lent d'esprit, Lamme est néanmoins l'ami le plus fidèle de Thyl.
Lamme est également connu pour être un bon vivant bruegélien qui aime manger et boire. Lorsqu'il est représenté sur des illustrations de livres, il transporte généralement de la nourriture et du vin.
Dans le roman, des informations sur l'histoire de fond de Lamme sont fournies. Enfant, il s'est enfui de chez lui parce que sa sœur cadette se moquait de lui et qu'il n'était pas assez sûr de lui pour y remédier. Il est marié, mais a perdu la trace de sa femme et tente désespérément de la retrouver, tout en résistant à la tentation des autres femmes. Finalement, il s'avère que l'épouse - une catholique convaincue alors que Goedzak lui-même est protestant - a été induite en erreur par un moine sans scrupules à faire vœu d'abstinence.
En la recherchant, Goedzak, accompagné d'Ulenspiegel, est entraîné dans la révolte hollandaise contre la domination espagnole et, malgré sa graisse et son indolence, parvient à prouver son courage dans diverses situations périlleuses. Enfin, il trouve une place idéale en tant que cuisinier de navire sur l'un des navires des Gueux de mer, la célèbre flotte rebelle harcelant les Espagnols. Il est communément admis qu'il pourrait prendre autant de portions supplémentaires qu'il le souhaite de ses excellents plats. Finalement, après une longue et dure recherche, Goedzak retrouve sa femme, lui prouve l'hypocrisie du moine, et ils sont heureusement réunis.

## Postérité

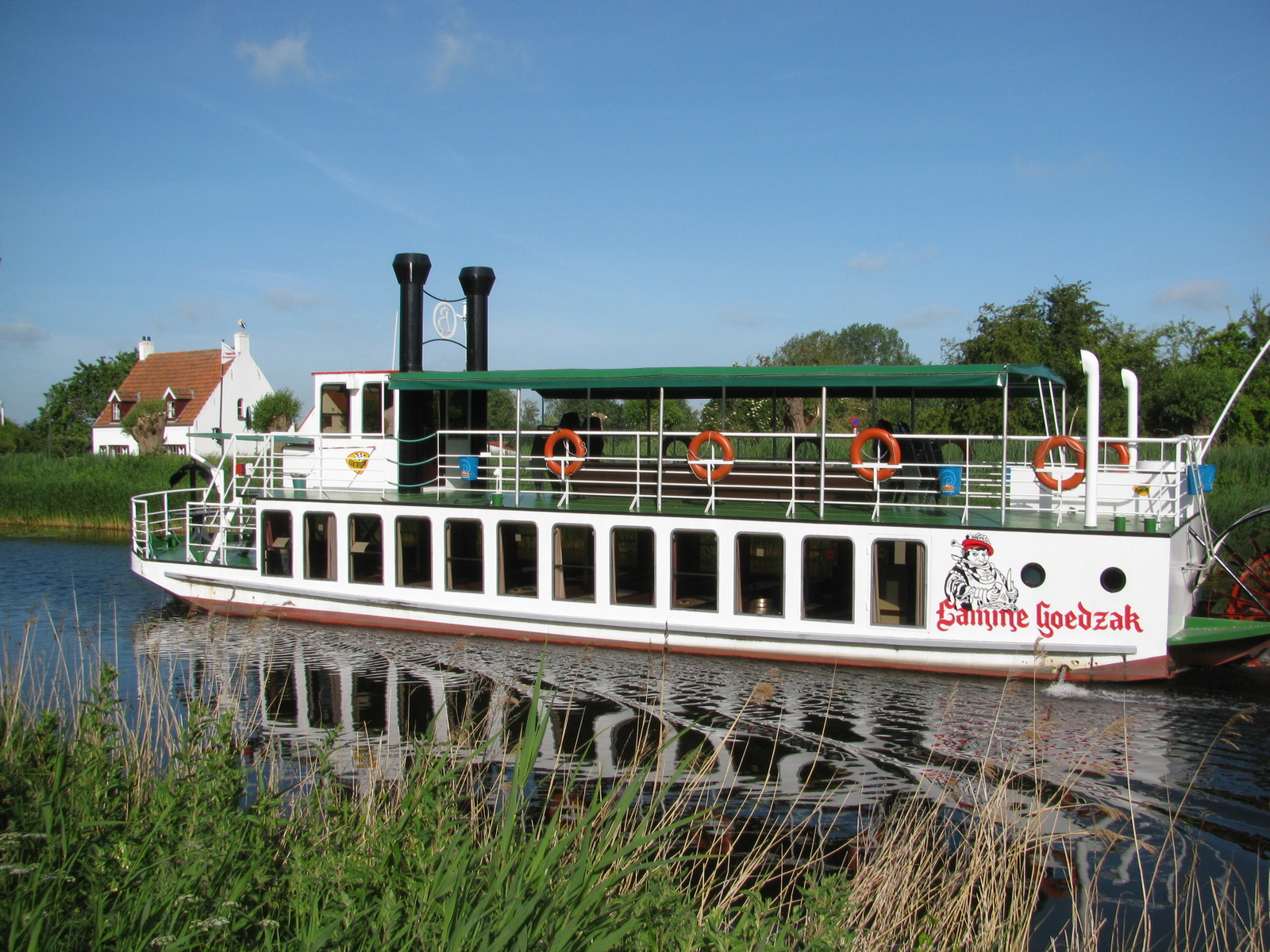
La promenade en bateau Lamme Goedzak sur le Damse Vaart

### Dans la langue néerlandaise
L'expression « lamme goedzak » est devenue un éponyme en néerlandais, faisant référence à une « personne bonne, aimable, mais naïve et susceptible d'être exploitée ». Le terme est également utilisé pour les personnes obèses et joyeuses qui aiment manger et boire. Certains personnages de bandes dessinées flamandes, comme Lambique et Néron, ont également été comparés à Lamme Goedzak en termes de caractère.

### Dans les arts
Jean Carmet a joué Lamme dans l'adaptation cinématographique de 1956 de l'histoire, Les Aventures de Till L'Espiègle.
Dans la série télévisée flamande Tijl Uilenspiegel (1961), c'est Anton Peters (en) qui a interprété le rôle de Lamme.
Ray Goossens crée en 1945 une bande dessinée basée sur La Légende de Thyl Ulenspiegel, où Tijl et Lamme Goedzak sont dépeints comme un duo comique.
Willy Vandersteen reprend Lamme Goedzak dans son adaptation en bande dessinée de 1952-1954 du roman de Charles De Coster. Dans la dernière série de bandes dessinées de Vandersteen, De Geuzen (en) (1985-1990), qui se déroule au XVIe siècle, le personnage central est un jeune homme intelligent nommé Hannes. Son acolyte est un homme obèse qui aime manger et boire et qui est clairement un dérivé de Lamme Goedzak, et lui doit jusqu'à son nom « Tamme ».

### Autres
Une excursion en bateau de Bruges à Damme porte son nom, ainsi qu'une compagnie de théâtre brugeoise, une organisation d'histoire locale à Ruddervoorde et une marque de bière.